# Кальваджезе-делла-Рив'єра
Кальваджезе-делла-Рив'єра (італ. Calvagese della Riviera) — муніципалітет в Італії, у регіоні Ломбардія, провінція Брешія.
Кальваджезе-делла-Рив'єра розташоване на відстані близько 440 км на північ від Рима, 100 км на схід від Мілана, 17 км на схід від Брешії.
Населення — 3521 особа (2014).
Щорічний фестиваль відбувається 22 лютого. Покровитель — святий Петро.

## Демографія
Населення за роками:

Станом на 1 січня 2023 року в муніципалітеті офіційно проживало 319 іноземців з 43 країн, серед них 149 громадян країн Євросоюзу та 13 громадян України.

## Сусідні муніципалітети
- Бедіццоле
- Лонато-дель-Гарда
- Мусколіне
- Паденге-суль-Гарда
- Польпенацце-дель-Гарда
- Превалле
- Сояно-дель-Лаго